# Aniwa
Aniwa – mała wyspa położona w najdalej na południe wysuniętej prowincji Vanuatu – Tafea. Wznosi się około 42 metrów nad poziom morza. Na wyspie, po swojej ucieczce z pobliskiej Tanny, działał misjonarz John Gibson Paton. Na wyspie znajduje się port lotniczy Aniwa.